# Tubercularia nigricans
Tubercularia nigricans är en svampart som först beskrevs av Pierre Bulliard (v. 1742–1793), och fick sitt nu gällande namn av Heinrich Friedrich Link 1825. Tubercularia nigricans ingår i släktet Tubercularia och familjen Nectriaceae.   Inga underarter finns listade i Catalogue of Life.